# Bener Berpapah
Bener Berpapah is een bestuurslaag in het regentschap Aceh Tenggara van de provincie Atjeh, Indonesië. Bener Berpapah telt 284 inwoners (volkstelling 2010).